# Theloderma palliatum
Theloderma palliatum es una especie de anfibio anuro de la familia Rhacophoridae.

## Distribución geográfica
Esta especie es endémica de Vietnam. Se encuentra en las provincias de Kon Tum y Đắk Lắk por encima de los 1500 m sobre el nivel del mar.

## Taxonomía
La especie Theloderma chuyangsinense ha sido colocada en sinonimia con Theloderma palliatum por Poyarkov et al. en 2015.

## Publicación original
- Rowley, Le, Hoang, Dau & Cao, 2011: Two new species of Theloderma (Anura: Rhacophoridae) from Vietnam. Zootaxa, n.º 3098, p. 1-20.[4]